# Walt Lloyd
Walter (Walt) Lloyd – jeden z bohaterów serialu „Zagubieni”. Gra go Malcolm David Kelley.
Walt jest synem Michaela, z którym nie widział się kilkanaście lat, ponieważ wychowywany był przez matkę Susan i jej męża Briana. Po śmierci matki, przybrany ojciec oddaje go w ręce Michaela. Walt nie jest normalnym chłopcem. W przeszłości miało miejsce wiele tajemniczych, niewyjaśnionych zdarzeń w związku z nim, o czym poinformował Michaela przybrany ojciec.
Waltowi bardzo trudno nawiązać kontakt z biologicznym ojcem. Z chłopcem zaprzyjaźnia się Locke, który odnalazł psa Vincenta, należącego do Walta. Ojciec zabrania mu jednak spotykania się z tajemniczym nieznajomym, choć Walt go nie słucha. Chłopiec na wyspie zaczyna bardziej ufać ojcu. Wypłynął z Michaelem, Jinem i Sawyerem na tratwie wybudowanej przez ojca. Wcześniej oddaje pod opiekę Shannon Vincenta. Podczas wyprawy zostaje uprowadzony przez Innych. Potem ukazuje się Shannon, a następnie Sayidowi. Jest mokry i mówi od tyłu. Michael nawiązuje z nim kontakt przez komputer w bunkrze. Jak się okazało, Michael udał się w wyprawę po Walta i odnalazł obóz Innych, a oni pozwolili mu go zobaczyć na trzy minuty. Ojciec Walta dostaje zadanie, w zamian za wykonanie którego, on i Walt mają odzyskać wolność. Michaelowi udaje się wypełnić misję (uwolnienie Henry’ego (Bena) z bunkra, oraz sprowadzenie Jacka, Kate, Hugo i Sawyera do wioski „Innych”) i razem z Waltem opuszczają wyspę na motorówce.
W odcinku The Life and Death of Jeremy Bentham odwiedza go Locke.